# H.J. van Nijnatten-Doffegnies
H.J. van Nijnatten-Doffegnies (geboren: Henrica Judith (Riek) Doffegnies) (Diepenveen, 16 februari 1898 – Doorn, 30 april 1990) was een Nederlandse schrijfster van streekromans.

## Leven en werk
Van Nijnatten-Doffegnies was de jongste uit een gezin met vier kinderen. Zij had drie oudere broers. Haar vader Jan Willem Doffegnies (1865-1940) was toentertijd burgemeester van Diepenveen en haar moeder Petronella Jacoba Margaretha van Marle (1869-1935) was een dochter van een oud-burgemeester van Deventer. Het gezin behoorde bij de Deventer elite; het geslacht Doffegnies wordt vermeld in het Nederland's Patriciaat.
Riek Doffegnies volgde de meisjes-HBS tot haar 18e jaar, toen verhuisde het gezin, erg tegen haar zin, naar Den Haag, omdat haar vader ging rentenieren. Zodoende werd het haar onmogelijk gemaakt de HBS met een diploma af te ronden.
Na afloop van de Eerste Wereldoorlog, kreeg zij in 1919 de kans om met een bevriende familie een jaar naar Nederlands-Indië te gaan. Terug in Den Haag leerde zij paardrijden en ontmoette ze Gerardus J.M.C. van Nijnatten (1898-1970), beroepsmilitair en een befaamd springruiter, met wie ze in het huwelijk trad. Hun eerste woonplaats werd Amersfoort, omdat haar echtgenoot daar gestationeerd werd. Later volgden nog vele verhuizingen onder meer naar Arnhem, Tilburg, Ede, Hulshorst en Nunspeet, alle garnizoensplaatsen.
Van Nijnatten-Doffegnies begon pas na haar dertigste met schrijven. Ze deed dit om wat extra inkomsten voor het gezin te verwerven, aangezien haar toelage door haar ouders na de crisis van 1929 werd stopgezet. Een van de eerste gepubliceerde werken was Grond, dat als 24-delig feuilleton verscheen in het Sallands Weekblad en waar zij ca. 50 gulden voor kreeg (inclusief een boek). Hierna verscheen de non-fictie roman Wladimir Roesky over een damesorkest. Haar andere boeken zijn vrijwel allemaal fictie. Het geheime dorp, over het Verscholen Dorp, is daar een uitzondering op. In Nederland zijn meer dan 1 miljoen boeken van haar verkocht. Veel van haar werk is ook buiten Nederland bekend geworden en vertaald in veelal  Scandinavische talen.

## Tweede Wereldoorlog
Tijdens de oorlog bood zij onderdak aan (Britse) onderduikers in haar huisje in Nunspeet. Na de oorlog ontving zij daarvoor het Verzetsherdenkingskruis.

## Privé
H.J. Doffegnies huwde op 10 augustus 1921 in Den Haag met 2e luitenant Gerardus Johannes Maurits Cornelis van Nijnatten (1898–1970). Het echtpaar kreeg twee dochters (geboren in 1922 en 1925).